# 14. Nemzetközi Matematikai Diákolimpia
A 14. Nemzetközi Matematikai Diákolimpiát (1972) Lengyelországban, Toruńban rendezték. Tizennégy ország százhét versenyzője vett részt rajta. Magyarország három arany-, három ezüst-, két bronzérmet szerzett, összpontszámával pedig 2. lett az országok között. 
(Az elérhető maximális pontszám: 8×40=320 pont volt)

## Országok eredményei pont szerint
|     | Ország        | Pont | Arany | Ezüst | Bronz |
| --- | ------------- | ---- | ----- | ----- | ----- |
| 1.  | Szovjetunió   | 270  | 2     | 4     | 2     |
| 2.  | Magyarország  | 263  | 3     | 3     | 2     |
| 3.  | NDK           | 239  | 1     | 3     | 4     |
| 4.  | Románia       | 206  | 1     | 3     | 1     |
| 5.  | Anglia        | 179  | 0     | 2     | 4     |
| 6.  | Lengyelország | 160  | 1     | 1     | 1     |
| 7.  | Ausztria      | 136  | 0     | 0     | 5     |
|     | Jugoszlávia   | 136  | 0     | 0     | 3     |
| 9.  | Csehszlovákia | 130  | 0     | 0     | 4     |
| 10. | Bulgária      | 120  | 0     | 0     | 2     |
| 11. | Svédország    | 60   | 0     | 0     | 2     |
| 12. | Hollandia     | 51   | 0     | 0     | 0     |
| 13. | Mongólia      | 49   | 0     | 0     | 0     |
| 14. | Kuba1         | 14   | 0     | 0     | 0     |

1) – 3 fővel indult

## A magyar csapat
A magyar csapat tagjai voltak:
| Név             | Évfolyam | Iskola                     | Város    | Díj   |
| --------------- | -------- | -------------------------- | -------- | ----- |
| Füredi Zoltán   | IV. o.   | Móricz Zsigmond Gimnázium  | Budapest | Arany |
| Komornik Vilmos | IV. o.   | Fazekas M. Gyakorló Gimn.  | Budapest | Arany |
| Tuza Zsolt      | IV. o.   | Fazekas M Gyakorló Gimn.   | Budapest | Arany |
| Kollár István   | IV. o.   | Móricz Zsigmond Gimnázium  | Budapest | Ezüst |
| Móri Tamás      | IV. o.   | Berzsenyi Dániel Gimnázium | Budapest | Ezüst |
| Pálfy Péter Pál | III. o.  | Fazekas M. Gyakorló Gimn.  | Budapest | Ezüst |
| Győri Ervin     | IV. o.   | Táncsics Mihály Gimnázium  | Kaposvár | Bronz |
| Kiss Emil       | II. o.   | Fazekas M. Gyakorló Gimn.  | Budapest | Bronz |

A csapat vezetője Hódi Endre volt.